# Miki Liukkonen

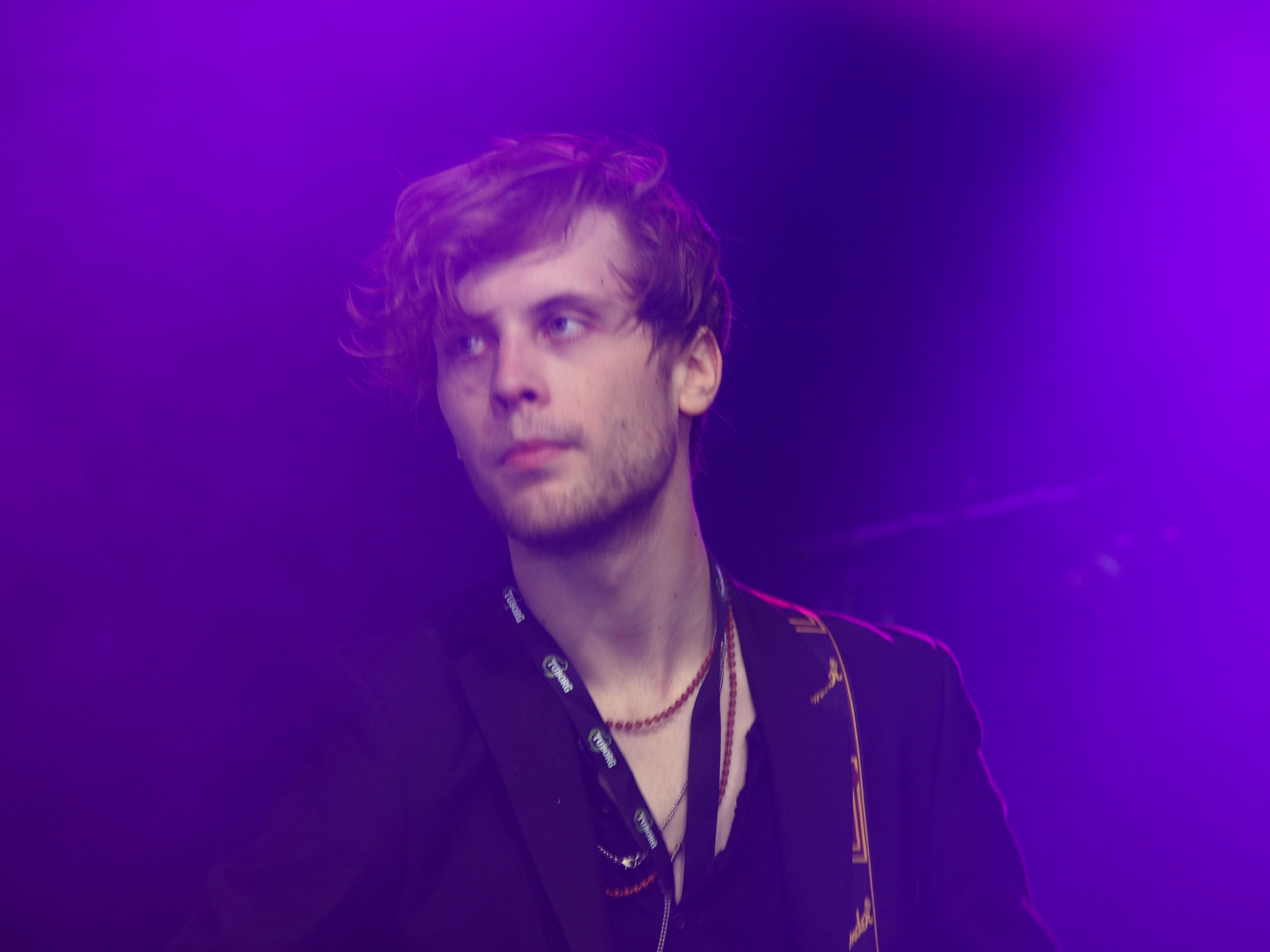
Miki Liukkonen (2013)

Miki Matias Juhani Liukkonen (* 8. Juli 1989 in Oulu, Finnland; † 4. Juli 2023 in Helsinki, Finnland) war ein finnischer Schriftsteller, Musiker und Fernsehmoderator.

## Leben und Karriere
Liukkonen wuchs in Oulu auf. Später zog er nach Helsinki. Er hinterlässt drei Gedichtbände, vier Romane und eine Graphic Novel. Seinen ersten Literaturpreis bekam er 2009; 2017 war er mit seinem Roman O für den renommierten Finlandia-Preis nominiert. Seine Werke wurden auch ins Französische übersetzt. Außerdem war er Gitarrist in der alternativen Rockband The Scenes. Zudem moderierte er die Talkshow Miki Liukkonen, sivullinen.

## Tod
Miki Liukkonen starb am 4. Juli 2023 in Helsinki im Alter von 33 Jahren. Der Tod wurde durch seinen Verlag bekanntgegeben, die Todesursache auf Wunsch der Familie nicht genannt. Zu seinem Tod äußerte sich auch der finnische Kulturminister. Aus dem Nachlass erschien posthum noch der Roman Vierastila.

## Werke (Auswahl)
- 2013: Lapset auringon alla. Roman. Helsinki: WSOY, ISBN 978-951-0-39875-3.
- 2017: 0. Roman. Helsinki: WSOY, ISBN 978-951-0-42088-1.
- 2019: Hiljaisuuden mestari, Roman. Helsinki: WSOY, ISBN 978-951-0-43181-8.
- 2021: Elämä: esipuhe. Helsinki: WSOY, ISBN 978-951-0-45092-5.
- 2023: Vierastila. Helsinki: WSOY.

## Moderation

### Ehemalig
- 2020–2021: Miki Liukkonen, sivullinen